# Mycoplasma spumans
Mycoplasma spumansはマイコプラズマ属細菌の一種である。この属の細菌は細胞膜の周囲に細胞壁がない。細胞壁がないため、ペニシリンや他のβ-ラクタム系抗生物質など細胞壁合成を標的とする一般的な抗生物質が有効でない。マイコプラズマは現在発見されている中で最も小さな細菌細胞であり、酸素がなくても生存でき、その直径は通常約0.1μmである。
The etymology of the name of the species comes from the Latiny: L. part. adj. spumans, foaming, presumably alluding to thick dark markings that suggest the presence of globules inside the coarsely reticulated colonies. 基準株はATCC 19526 = IFO (now NBRC) 14849 = NCTC 10169。ゲノムは決定されている。
イヌの呼吸器感染症に関連している。M. spumansはグラム陰性で、円形または球桿菌状である。個々の細胞の直径は300～600nmで、それぞれ3層の細胞質膜に囲まれている。この細胞は様々な培地上で「目玉焼き」のような形をしている。嫌気性である。